# Ben Andrews
Ben Andrews, född i Ohio i USA 1985, är en amerikansk porraktör inom gayporren.
Andrews spelade in sin första film 2006 och har sedan dess varit med i ett flertal filmer, samtliga producerade av filmbolaget Lucas Entertainment.